# سوپر تروپر (آلبوم)
| بررسی انتقادی              | بررسی انتقادی |
| منبع                       | رتبه‌بندی      |
| -------------------------- | ------------- |
| آل‌میوزیک                   | [ ۱ ]         |
| بلندر                      | [ ۲ ]         |
| دیلی والت                  | A−            |
| دانشنامه موسیقی عامه‌پسند   | [ ۴ ]         |
| رولینگ استون آلمان         | [ ۵ ]         |
| راهنمای آلبوم رولینگ استون | [ ۶ ]         |
| اسمش هیتز                  | ۵/۱۰          |

سوپر تروپر (انگلیسی: Super Trouper) هفتمین آلبوم استودیویی ابرگروه موسیقی پاپ آبا است که در ۳ نوامبر ۱۹۸۰ منتشر شد. تک‌آهنگ‌های «همه‌چیز به برنده تعلق دارد» و «سوپر تروپر» از این آلبوم به رتبهٔ نخست جداول موسیقی دست یافت و این آلبوم به پرفروش‌ترین آلبوم سال ۱۹۸۰ در بریتانیا بدل شد.

## فهرست ترانه‌ها
تمامی ترانه‌ها توسط بنی آندِشون و بیورن اولویوس نوشته‌شده، مگر آنهایی که نام دیگری برایشان ذکر شده است.
| روی اول | روی اول                     | روی اول |
| شماره   | نام                         | مدت     |
| ------- | --------------------------- | ------- |
| ۱.      | «سوپر تروپر»                | ۴:۱۳    |
| ۲.      | «همه‌چیز به برنده تعلق دارد» | ۴:۵۵    |
| ۳.      | «حالا حالاها»               | ۳:۴۱    |
| ۴.      | «آندانته، آندانته»          | ۴:۳۸    |
| ۵.      | «من و خودم»                 | ۴:۵۳    |

| روی دوم    | روی دوم                                                         | روی دوم |
| شماره      | نام                                                             | مدت     |
| ---------- | --------------------------------------------------------------- | ------- |
| ۱.         | «سال نو مبارک»                                                  | ۴:۳۷    |
| ۲.         | «آخرین تابستانمان»                                              | ۴:۱۸    |
| ۳.         | «نی‌نواز»                                                        | ۳:۲۵    |
| ۴.         | «تمام عشقت را تقدیم من کن»                                      | ۴:۳۳    |
| ۵.         | «مرام دوستان قدیمی» (ضبط زنده در ومبلی آرنا، لندن، نوامبر ۱۹۷۹) | ۲:۵۳    |
| مجموع مدت: | مجموع مدت:                                                      | ۴۱:۵۳   |

| ترانه‌های اضافی در آلبوم در سی‌دی نسخهٔ ۱۹۹۷ | ترانه‌های اضافی در آلبوم در سی‌دی نسخهٔ ۱۹۹۷ | ترانه‌های اضافی در آلبوم در سی‌دی نسخهٔ ۱۹۹۷ |
| شماره                                     | نام                                       | مدت                                       |
| ----------------------------------------- | ----------------------------------------- | ----------------------------------------- |
| ۱۱.                                       | «بده! بده! بده! (مردی را پس از نیمه‌شب)»   | ۴:۵۳                                      |
| ۱۲.                                       | «اِلِـین»                                   | ۳:۴۴                                      |
| ۱۳.                                       | «کلاه سفیدت را بر سر بگذار»               | ۴:۳۴                                      |

| ترانه‌های اضافی در آلبوم در سی‌دی نسخهٔ ۲۰۰۱ | ترانه‌های اضافی در آلبوم در سی‌دی نسخهٔ ۲۰۰۱ | ترانه‌های اضافی در آلبوم در سی‌دی نسخهٔ ۲۰۰۱ |
| شماره                                     | نام                                       | مدت                                       |
| ----------------------------------------- | ----------------------------------------- | ----------------------------------------- |
| ۱۱.                                       | «اِلِـین»                                   | ۳:۴۴                                      |
| ۱۲.                                       | «کلاه سفیدت را بر سر بگذار»               | ۴:۳۴                                      |

| ترانه‌های اضافی در آلبوم مجموعه کامل ضبط‌های استودیویی | ترانه‌های اضافی در آلبوم مجموعه کامل ضبط‌های استودیویی | ترانه‌های اضافی در آلبوم مجموعه کامل ضبط‌های استودیویی | ترانه‌های اضافی در آلبوم مجموعه کامل ضبط‌های استودیویی |
| شماره                                                | نام                                                  | نویسنده(ها)                                          | مدت                                                  |
| ---------------------------------------------------- | ---------------------------------------------------- | ---------------------------------------------------- | ---------------------------------------------------- |
| ۱۱.                                                  | «اِلِـین»                                              |                                                      | ۳:۴۵                                                 |
| ۱۲.                                                  | «آندانته، آندانته» (نسخهٔ اسپانیایی)                  | آندِشون اولویوس بادی مک‌کلاسکی مری مک‌کلاسکی            | ۴:۴۰                                                 |
| ۱۳.                                                  | «فِـلیسیداد» (نسخهٔ اسپانیایی ترانهٔ سال نو مبارک)      | آندِشون اولویوس بادی مک‌کلاسکی مری مک‌کلاسکی            | ۴:۲۴                                                 |

| ترانه‌های اضافی نسخهٔ دلوکس ۲۰۱۱ (آلبوم فوق‌العاده) | ترانه‌های اضافی نسخهٔ دلوکس ۲۰۱۱ (آلبوم فوق‌العاده) | ترانه‌های اضافی نسخهٔ دلوکس ۲۰۱۱ (آلبوم فوق‌العاده) | ترانه‌های اضافی نسخهٔ دلوکس ۲۰۱۱ (آلبوم فوق‌العاده) |
| شماره                                            | نام                                              | نویسنده(ها)                                      | مدت                                              |
| ------------------------------------------------ | ------------------------------------------------ | ------------------------------------------------ | ------------------------------------------------ |
| ۱۱.                                              | «اِلِـین»                                          |                                                  | ۳:۴۵                                             |
| ۱۲.                                              | «حالا حالاها» (نسخهٔ کامل، میکس با صدای استریو)   |                                                  | ۴:۱۵                                             |
| ۱۳.                                              | «کلاه سفیدت را بر سر بگذار»                      |                                                  | ۴:۳۴                                             |
| ۱۴.                                              | «آندانته، آندانته» (نسخهٔ اسپانیایی)              | آندِشون اولویوس بادی مک‌کلاسکی مری مک‌کلاسکی        | ۴:۴۰                                             |
| ۱۵.                                              | «فِـلیسیداد» (نسخهٔ اسپانیایی ترانهٔ سال نو مبارک)  | آندِشون اولویوس بادی مک‌کلاسکی مری مک‌کلاسکی        | ۴:۲۴                                             |

| دی‌وی‌دی نسخهٔ دلوکس ۲۰۱۱ | دی‌وی‌دی نسخهٔ دلوکس ۲۰۱۱                                                                               | دی‌وی‌دی نسخهٔ دلوکس ۲۰۱۱ |
| شماره                  | نام                                                                                                  | مدت                    |
| ---------------------- | --- | ---------------------- |
| ۱.                     | «آبا در تلویزیون آلمان» (شو اکسپرس، زد د اف)                                                         | nil                    |
| ۲.                     | «سال نو مبارک» (تلویزیون سوئد)                                                                       | nil                    |
| ۳.                     | «کلام و ترانه» (مستند)                                                                               | nil                    |
| ۴.                     | «جایی در میان جمعیت، تو حضور داری – سرِ صحنه با آبا» (محتوای اضافی: چگونگی ساخت جلد آلبوم سوپر تروپر) | nil                    |
| ۵.                     | «سوپر تروپر» (کلیپ تبلیغاتی بازسازی‌شده و بهبودیافته)                                                 | nil                    |
| ۶.                     | «سال نو مبارک» (کلیپ تبلیغاتی بازسازی‌شده و بهبودیافته)                                               | nil                    |
| ۷.                     | «تبلیغ تلویزیونی شمارهٔ ۱ سوپر تروپر» (بریتانیا)                                                      | nil                    |
| ۸.                     | «تبلیغ تلویزیونی شمارهٔ ۲ سوپر تروپر» (بریتانیا)                                                      | nil                    |
| ۹.                     | «گالری بین‌المللی جلد آلبوم»                                                                          | nil                    |

## جداول موسیقی
| جدول (۱۹۸۱–۱۹۸۰)                      | بالاترین رتبه |
| ------------------------------------- | ------------- |
| آلبوم‌های آرژانتین (کاپیف)             | ۲             |
| آلبوم‌های استرالیا (گزارش موسیقی کنت)  | ۵             |
| آلبوم‌های اتریشی (آلبوم‌های او۳)        | ۳             |
| آلبوم‌های بلژیک (اومو)                 | ۱             |
| آلبوم‌ها/سی‌دی‌های برتر کانادا (آرپی‌ام)  | ۸             |
| آلبوم‌های هلندی (جدول‌های هلند)         | ۱             |
| آلبوم‌های فلند (جدول‌های رسمی فنلاند)   | ۱             |
| آلبوم‌های آلمانی (۱۰۰ آلبوم برتر رسمی) | ۱             |
| آلبوم‌های ژاپن (اوریکون)               | ۸             |
| آلبوم‌های نیوزیلندی (آرام‌ان‌زد)         | ۵             |
| آلبوم‌های نروژی (وی‌جی-لیستا)           | ۱             |
| آلبوم‌های سوئدی (برترین‌های سوئد)       | ۱             |
| آلبوم‌های بریتانیا (شرکت جدول‌های رسمی) | ۱             |
| بیلبورد ۲۰۰ ایالات متحده              | ۱۷            |
| جدول (۲۰۲۱–۲۰۱۸)                      | بالاترین رتبه |
| آلبوم‌های بلژیکی (اولتراتاپ فلاندرز)   | ۵۲            |
| آلبوم‌های بلژیکی (اولتراتاپ والونیا)   | ۱۷۸           |
| آلبوم‌های هلندی (جدول‌های هلند)         | ۵۲            |
| آلبوم‌های آلمانی (۱۰۰ آلبوم برتر رسمی) | ۳۲            |
| آلبوم‌های نروژی (وی‌جی-لیستا)           | ۳۸            |
| آلبوم‌های سوئدی (برترین‌های سوئد)       | ۱۲            |

| جدول (۱۹۸۰)                          | رتبه |
| ------------------------------------ | ---- |
| آلبوم‌های هلند (۱۰۰ آلبوم برتر)       | ۵    |
| آلبوم‌های بریتانیا (اوسی‌سی)           | ۱    |
| جدول (۱۹۸۱)                          | رتبه |
| آلبوم‌های استرالیا (گزارش موسیقی کنت) | ۴۳   |
| آلبوم‌های اتریش (او۳ تاپ ۴۰ اتریش)    | ۴    |
| آلبوم‌ها/سی‌دی‌های برتر کانادا (آرپی‌ام) | ۳۰   |
| آلبوم‌های هلند (۱۰۰ آلبوم برتر)       | ۲۹   |
| آلبوم‌های آلمان (۱۰۰ آلبوم برتر رسمی) | ۲    |
| آلبوم‌های ژاپن (اوریکون)              | ۴۱   |
| بیلبورد ۲۰۰ آمریکا                   | ۳۳   |

| جدول (دههٔ ۱۹۸۰)                   | رتبه |
| --------------------------------- | ---- |
| آلبوم‌های اتریش (او۳ تاپ ۴۰ اتریش) | ۴۵   |